# Friedrich Schleiermacher
Friedrich Daniel Ernst Schleiermacher (pronunciación en alemán: /ˈfʁiːdʁɪç ˈʃlaɪɐˌmaχɐ/; Breslavia, 21 de noviembre de 1768-Berlín, 12 de febrero de 1834) fue un teólogo, filólogo y filósofo alemán, especialmente célebre como teórico de la hermenéutica. Procedente de la tradición protestante, fue sin duda uno de los teólogos alemanes del siglo xviii de mayor importancia, pues es conocido como el padre de la teología moderna.

## Biografía intelectual

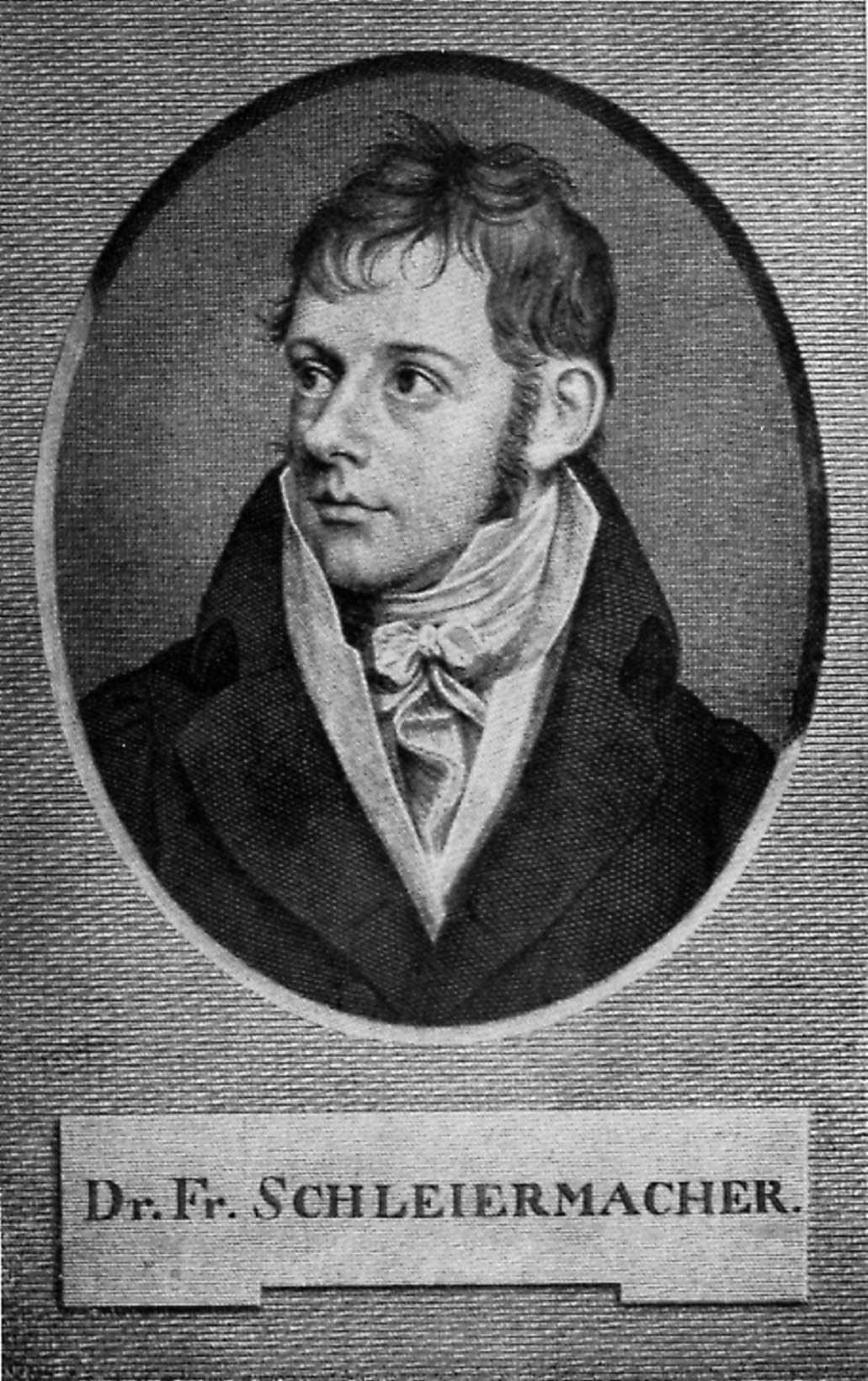
Retrato de Schleiermacher de joven.

Friedrich Schleiermacher, padre de la hermenéutica moderna, nació en Breslavia, Silesia, en el Reino de Prusia. Hijo de un clérigo calvinista, se educó en escuelas moravas y luteranas. 
Antes que profesor de Teología y Filosofía en las universidades de Halle y Berlín, fue preceptor y predicador protestante en esta última ciudad. Apreciaba la piedad y el estudio del latín, el griego y el hebreo de los Hermanos Moravos; no obstante, se separó de estos por sus reticencias a entrar en diálogo con la filosofía de su tiempo. Sus grandes estudios estuvieron orientados a la interpretación, edición y traducción de la Biblia y de Platón. Sus cursos y lecciones de hermenéutica, las llamadas «tres hermenéuticas», aparte los denominados «aforismos», datan de 1805, 1809-1810 y 1819.
Estudió la filosofía kantiana y fue discípulo de Friedrich Schlegel, un líder del romanticismo en los círculos literarios de Berlín. Puesto que Schlegel era el editor de la revista Athenaeum, Schleiermacher publicó en ella varios artículos.
Fue ordenado al ministerio en 1794, siendo clérigo en Berlín, donde comenzó su relación con los círculos de la filosofía romántica. Además, Scheleiermacher fue mediante sus Monólogos uno de los creadores de la teoría del Romanticismo.
En 1804 se convirtió en el primer calvinista invitado a enseñar en la Universidad Federiciana de Halle, luterana. Luego, en 1810, sería el primer teólogo invitado a enseñar en la Universidad de Berlín, donde llegó al rectorado en 1815. Fue un ecumenista consumado. Abogó por la unión de las iglesias calvinistas y luteranas en Prusia.
Atendiendo a su itinerario biográfico, pueden distinguirse cuatro períodos: a) un primero de infancia, juventud y formación (1768-1796); b) seguido por sus inicios como predicador, escritor y profesor (1796-1807); c) un momento de plenitud vital y académica (1807-1822); y d) un decenio final de sistematización y síntesis (1823-1834).
En cambio, considerando su obra, es posible concretar dos grandes períodos: a) uno de «intuición y  creatividad» durante su primera estancia en Berlín de 1776-1802; y b) otro de síntesis, iniciado tras dejar la ciudad e instalarse en Stolp, afianzado durante su estancia en la Universidad de Halle y consumado en su segunda y definitiva estancia en Berlín, desde 1811 hasta 1834.
A su vez, este segundo período —más de veinte años— se divide en dos momentos. En el primero, desde 1803 hasta 1811, Schleiermacher estuvo bajo la influencia de Schelling y se preocupaba, sobre todo, por desarrollar un sistema global que abarcara la teología y la filosofía. Tal sistema tenía dos focos: la fe (teología) y la razón (filosofía), incluidas en su mutua relación dentro de una elipse que integrara ambos focos en el mismo ámbito. Después de 1811, en especial entre este año y 1814, Schleiermacher mostró un creciente interés por la cristología y la dimensión histórica del cristianismo o cristianismo histórico; esto le llevaría a hacer hincapié en la singularidad de la teología frente a la filosofía.

## Teología
Schleiermacher presentó una alternativa teológica, por un lado, al racionalismo de orientación kantiana. Por otro, frente al dogmatismo de la Iglesia, intentó relacionar el romanticismo con la teología. En diálogo con Kant, negó que fuera posible conocer a Dios por medio de la razón; el lugar para conocer a Dios era la ética y la moral. No obstante, cuestionó la ética como el lugar para el conocimiento de la deidad.
Para Schleiermacher, el camino al conocimiento de la deidad era el sentimiento de total dependencia en la deidad y la intuición. En sus obras Über die Religion (1799) y Glaubenslehre (1821-22, primera edición), definió la religión como «el sentimiento e intuición del universo». Asimismo, entendía al cristianismo como «el sentimiento y la dependencia de Dios»; por este motivo fue luego criticado acerbamente por el hijo de otro pastor calvinista: Friedrich Nietzsche, quien se burló de sus ideas, porque eran las de un «fabricante de velos» (en efecto, el apellido Schleiermacher se traduce como 'fabricante de velos').
La religión no podía ser estudiada correctamente ni por la filosofía racionalista de la Ilustración ni por los dogmas eclesiásticos. El sentimiento y la intuición eran los mejores caminos para relacionarse con la deidad. En su obra Monologen (1800) planteaba que «tantas veces como vuelvo mi mirada hacia adentro de mi ser, más íntimo estoy en el campo de la eternidad». La experiencia piadosa y mística de los creyentes es lugar de reflexión teológica.
La teología, por lo tanto, tenía un nuevo lugar teológico: el sentimiento y la intuición humana. El sentimiento y la intuición eran la labor de la teología. El concepto sentimiento era una dependencia absoluta en la deidad. Y este era «la esencia de la piedad, idéntica consigo misma»; es decir, era el estar en relación con Dios. No identificaba la experiencia con la subjetividad. Entendía que el sentimiento era ese lugar donde el yo aprende del Yo divino.
Entendía la religión como una dependencia absoluta de la deidad, idea con amplia repercusión sobre el pensamiento de la teología y la dogmática. Schleiermacher planteaba que el dogma era una aserción de nuestro sentimiento, y no sobre la deidad en sí misma. En suma: la doctrina solo afirma nuestra concepción de Dios. 
Por otra parte, cuestionaba las definiciones de Dios como una proyección humana sobre la deidad. Para Schleiermacher, Dios era una realidad suprapersonal y trascendente. Cuestionaba el dogma de la trinidad, pues negaba la interpretación de la muerte de Jesús como un sustituto por el género humano. El pecado sería un debilitamiento individual y colectivo de los seres humanos: no un accidente o mera falta superficial, sino un desorden profundo de la «naturaleza humana», una incapacidad total para hacer el bien que solo puede ser curada mediante la religión, una anormalidad y deformación de la que surge todo mal. Así, también afirmaba que el pecado, además del individual, tiene un carácter social o colectivo: «en cada uno la obra de todos, y en todos la obra de cada uno». 
Veía a Cristo como el salvador, porque en él brillaba dependencia absoluta en Dios. La obra de Cristo consistía en transferir al ser humano esa conciencia de dependencia absoluta en la divinidad. Los creyentes se benefician de esta conciencia a través de una unión mística con Cristo.

## Acercamiento al Nuevo Testamento
Desde 1819 a 1832, Schleiermacher enfocó su reflexión del dogma cristológico a la investigación sobre Jesús. Planteó la total irreconciabilidad entre el Evangelio de Juan y los Evangelios sinópticos (Mateo, Marcos y Lucas). La tendencia de su época era que los sinópticos eran cada vez más reconocidos como los textos primarios y de mayor cercanía a Jesús de Nazaret.
Argumentó a favor de la preeminencia del Jesús joánico. El Evangelio de Juan procedía de un testigo visual, mientras que los sinópticos eran obra de los discípulos de los apóstoles y por lo tanto obras secundarias. Era de la opinión que Juan nos mostraba a Jesús como el ser humano en total dependencia con la divinidad y nos enseñaba a fortalecer esta dependencia en la divinidad.
La salvación humana consistía en reconocer esta dependencia con la divinidad. Esta conciencia en la divinidad del ser humano era un tipo de misticismo religioso. 
Fue criticado por hacer de la teología una empresa esencialmente subjetiva a expensas de la revelación de la deidad. 
Era de la opinión que el Evangelio de Mateo, mencionado por Papías en la Historia eclesiástica, de Eusebio de Cesarea, no se refería al Mateo canónico. El Mateo canónico había utilizado al Mateo mencionado por Papías como  una fuente para construir su narración. Lo mismo pensaba sobre la relación entre el Evangelio de Marcos y la información de Marcos como un discípulo de Pedro presentada en la Historia eclesiástica. 
Fue uno de los precursores de la discusión sobre las relaciones entre los evangelios sinópticos desde una perspectiva no confesional. Planteaba que los evangelios sinópticos dependían de dos fuentes primarias en su composición. Esto daría paso a la teoría de las dos fuentes para explicar las relaciones literarias entre Mateo, Marcos y Lucas. 
Abordó otros asuntos relacionados con el Nuevo Testamento, tales como el corpus paulino y la pregunta hermenéutica. Sobre el corpus paulino, cuestionó que Pablo hubiera sido el autor de las Epístolas Pastorales. Era un erudito en el manejo del griego antiguo —había traducido a Platón al alemán—, por eso percibió las diferencias lingüísticas entre las cartas paulinas auténticas y las Cartas Pastorales.
En su obra póstuma (1864) distingue entre el Jesús histórico que presentan los Evangelios sinópticos y el Jesús de la fe que se muestra en el Evangelio de Juan. Fiel al racionalismo tardío alemán, niega la existencia de los milagros imposibles de explicarse racionalmente. Su aportación se enmarca dentro del periodo de la búsqueda antigua del Jesús histórico (Old Quest).
Schleiermacher fue uno de los primeros eruditos en cuestionar la interpretación canónica sobre los autores de los Evangelios transmitida por la tradición de la Iglesia. A su juicio, el Evangelio según san Marcos era una síntesis de Mateo y Lucas, a los que consideraba más antiguos. Sin embargo, esta idea cambiaría en 1838 con las aportaciones de Christian Hermann Weisse y Christian Gottlob Wilke.
La Iglesia es un lugar de verdadera comunidad humana. Una comunidad que se basa en este sentido de dependencia absoluta en la deidad compartida en comunidad (ver para esto «comunión», es decir, común-unión, aun entendiéndola fuera del signo de la eucaristía). Esto es base para una plena humanización. A la religión, en cuanto re-ligare (religar, reunir) y re-legere (releer), Schleiermacher la considera un componente basal de la naturaleza humana.

## Hermenéutica
Otra gran aportación, y la que finalmente le ha otorgado mayor influencia, gracias a su posición central en el marco de la filología y de las ciencias humanas en general, fue su teoría hermenéutica. La hermenéutica de Schleiermacher permitió centrar y ha devenido el método general de las ciencias humanas, cuyo objeto de aplicación es el discurso —la obra—, y su finalidad, la total comprensión. 
Según Scheleiermacher, la tarea de la hermenéutica era «entender el discurso tan bien como el autor y, después, mejor que él». Intentó presentar una teoría plena y coherente sobre el proceso de interpretación de los textos. Por ello, se le tiene como el padre de la hermenéutica moderna y uno de los grandes transformadores de la filosofía.
No se comprende la razón y método de Schleiermacher sin la evolución filológica y, de otro lado, sin una fuerte influencia de Hegel. La aceptación de la dialéctica hegeliana es el fondo de su dogmatismo hermenéutico, al cual acomoda con una pretendida coherente explicación epistemológica y otras teorías. No obstante, los arqueólogos bíblicos y escrituristas de las instituciones de su tiempo lo criticaron por no corroborar sus afirmaciones a fin de sostener la propia teoría hermenéutica.
Presentó la teoría de la comunicación entre un emisor y un receptor sobre la base de lo que llamaríamos un contexto de orden social y lingüístico común. Ese contexto común era el que hacía posible la comunicación entre dos personas. El receptor podía comprender el discurso del emisor, pues ambos poseían una gramática y lingüística común; además, el contexto social común favorecía la empatía.
Añadió a la teoría tradicional de la interpretación una dimensión psicológica, pero también de dimensión general integradora. Previamente, aquella estaba basada sobre todo en la pura decodificación gramatical o lógica del discurso. Por lo demás, el método de Schleiermacher integra el comparatismo. 
El individuo articula un discurso sobre el eje del lenguaje. En la actividad discursiva hay una doble dimensión: por un lado, la individual de la persona que habla, y por otro, la social (del contexto social de la lengua). Así, el discurso tendrá un carácter común con la cultura en la que se articula y con el carácter del escritor. En este sentido, existen dos planos de comprensión del discurso. Estos son la llamada comprensión comparatista y la comprensión adivinatoria. Por lo tanto, cada intérprete debe confrontar la dimensión social e individual del texto. Esto hace que la tarea interpretativa sea infinita. De hecho, cada intérprete puede recrear la actividad creativa y mental del autor a través del proceso interpretativo.
Schleiermacher propone, a fin de cuentas, un régimen circular que conocemos como el círculo hermenéutico. Cada intérprete necesita introducirse en la dimensión social y la dimensión individual del autor para comprenderlo. Para ello, el intérprete deberá identificarse con las intenciones, formas de pensamiento, situación histórica y el contexto histórico del autor. De este modo, en la medida en que el lector se identifique con el autor y se ponga en su lugar, tanto mejor será la interpretación. Esto será desarrollado por Martin Heidegger desde una perspectiva acentuadamente práctica y de intencionalidad antimetafísica.
La intelección del lector es lo que Schleiermacher llama comprensión comparativa. El segundo plano de comprensión, el adivinatorio, es intuitivo y subjetivo. Es la comprensión de la individualidad del autor de un texto. Así, en el Esbozo de 1805, Schleiermacher plantea que la hermenéutica es «comprender en la lengua y comprender en la persona que habla». Proponía, pues, una plena metodología interpretativa. El lector localizaba el contexto histórico-social y lingüístico, y entraba en diálogo con la singularidad del autor.
Trataba de que hubiera una dimensión objetiva y otra subjetiva en el proceso de interpretación. Esta parte subjetiva era una dimensión psicológica en la tarea interpretativa. De este modo, póstumamente, Schleiermacher influyó en gran medida sobre Wilhelm Dilthey, que mantuvo el concepto de comprensión (Verstehen) en su propia epistemología e hizo la historia precisa de la disciplina hermenéutica.
Por otra parte, Schleiermacher especificó su argumento a propósito de la teoría de la traducción, dando lugar a un breve ensayo que ha permanecido como clásico en materia traductológica, traducido varias veces al español e incluso en edición bilingüe por Valentín García Yebra.
La compleja obra hermenéutica de Schleiermacher, formada por textos fragmentarios y diferentes programas y lecciones académicas, tiene edición completa en lengua española, realizada por María del Rosario Martí Marco en 2019 para el Instituto Juan Andrés de Comparatística y Globalización, siguiendo la reciente y canónica edición alemana patrocinada por la Academia de Berlín.

## Obra
- Über die Religion: Reden an die Gebildeten unter ihren Verächtern [Sobre la religión: discursos a sus menospreciadores cultivados]. Berlín: Johann Friedrich Ungar. 1799.
- Monologen: eine Neujahrsgabe [Monólogos: un presente de Año Nuevo]. Berlín: Realschulbuchhandlung. 1800. Segunda edición de 1810.
- Der christliche Glaube nach den Grundsätzen der evangelischen Kirche im Zusammenhange dargestellt [La fe cristiana expuesta en conjunto según los principios de la Iglesia evangélica]. 2 vols. Berlín: G. Reimer. 1821-22.
  - Der christliche Glaube…. 2 vols. (2.ª edición). Berlín: G. Reimer. 1830-31.
- Friedrich Schleiermacher's Sämmtliche Werke [Obras completas de Friedrich Schleiermacher]. 3 partes en 30 volúmenes. Berlín: G. Reimer. 1834-64.
  - Parte primera: Zur Theologie [Sobre la teología]. 11 vols. 1835-1864. (De los 13 volúmenes planeados, 2 no fueron publicados).
  - Parte segunda: Predigten [Prédicas]. 10 vols. 1834-1856.
  - Parte tercera: Zur Philosophie [Sobre la filosofía]. 9 vols. 1835-1862.

### Ediciones de Schleiermacher
- Schleiermacher, Friedrich D. E. (1990) [1799]. Sobre la religión: discursos a sus menospreciadores cultivados. Estudio y traducción de Arsenio Ginzo Fernández. Madrid: Tecnos. ISBN 9788430918812.
- —— (1991). Monólogos. Introducción, traducción y notas de Anna Poca (edición bilingüe). Barcelona-Madrid: Anthropos-Ministerio de Educación y Ciencia. ISBN 9788476583104.
- —— (1999). «Los discursos sobre hermenéutica». Introducción, traducción y edición bilingüe de Lourdes Flamarique. Cuadernos de Anuario Filosófico (Pamplona) 83.
- —— (2000). Sobre los diferentes métodos de traducir. Traducción de Valentín García Yebra. Madrid: Gredos.
- —— (2012). Kritische Gesamtausgabe (KGA): Vorlesungen zur Hermeneutik und Kritik. Edición de Wolfgang Virmond y Hermann Patsch. Berlín: Walter De Gruyter.
- —— (2013) [1831]. La fe cristiana expuesta coordinadamente según los principios de la Iglesia evangélica. Traducción de Constantino Ruiz-Garrido. Salamanca: Sígueme.
- —— (2019). Teoría hermenéutica completa. Edición, estudio y traducción de M.ª del Rosario Martí Marco. Madrid: Instituto Juan Andrés.
- Schleiermacher, Friedrich D. E. (1990) [1799]. Estética. Estudio y traducción de Arsenio Ginzo Fernández. Madrid: Tecnos. ISBN 9788430918812.